# Apple Pippin

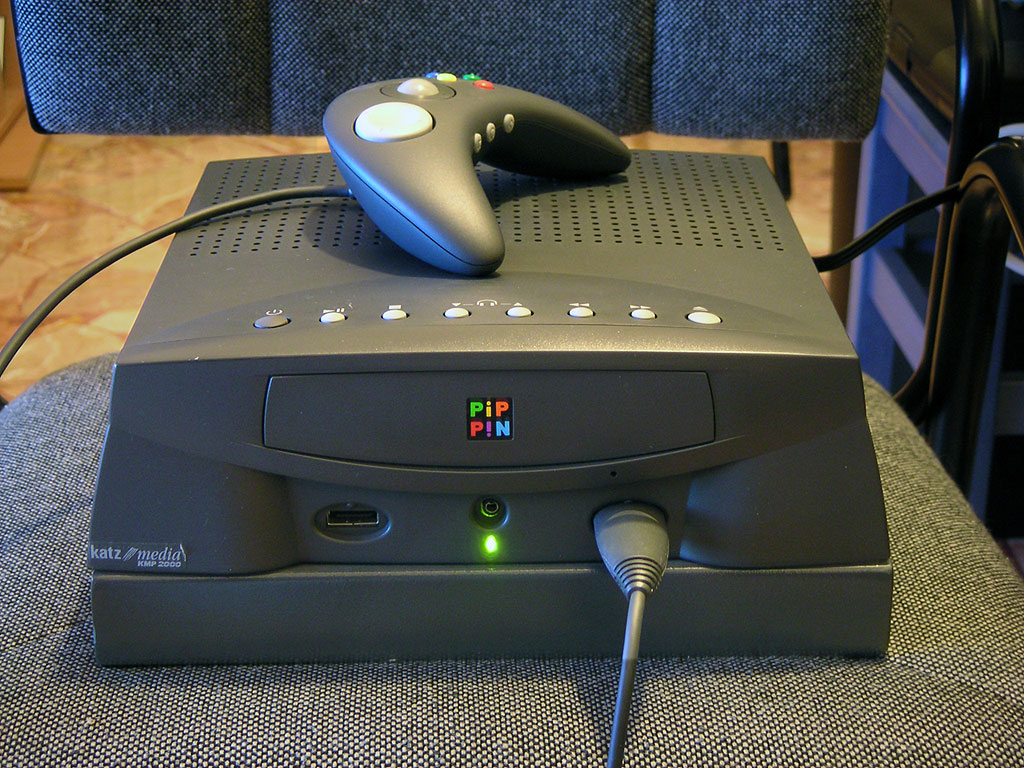
Vista frontal del Pippin

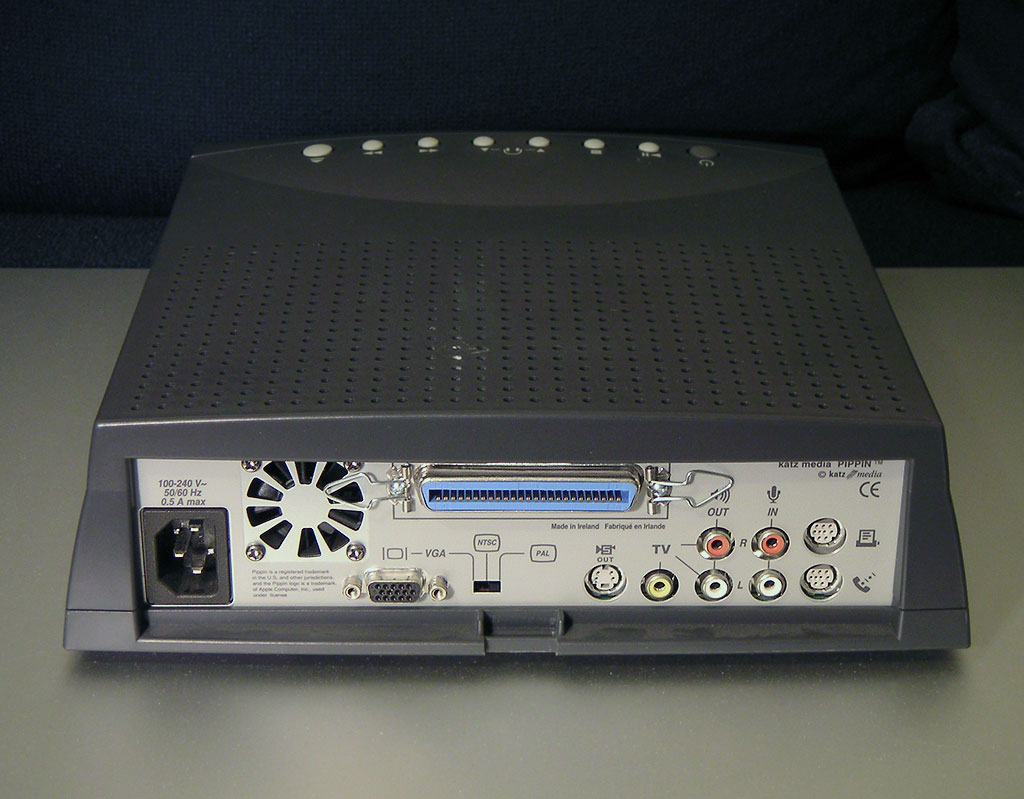
Vista posterior del Pippin

Apple Pippin va ser una consola de videojocs comercialitzada per Apple Computer a mitjans de la dècada de 1990. Estava basada al voltant d'un processador PowerPC 603e a 66 MHz, un mòdem de 14400 bps i una versió limitada del Mac OS. L'objectiu era crear un ordinador barat dirigit principalment a funcionar amb títols multimèdia basats en CD, especialment jocs, però també funcionant com ordinador de xarxa. Disposava d'una unitat CD - ROM 4x i una sortida de vídeo amb connexió normalitzada de televisió.
Apple mai va tenir la intenció de llançar la seva pròpia Pippin. En lloc d'això, pretenia llicenciar la tecnologia a tercers, però l'únic llicenciatari de Pippin que va llançar un producte al mercat va ser Bandai. Es van vendre 42.000 unitats fins a ser retirada en 1997.